# Vit snyltskål
Vit snyltskål (Polydesmia pruinosa) är en svampart som först beskrevs av Gerd. ex Berk. & Broome, och fick sitt nu gällande namn av Jean Louis Emile Boudier 1907. Vit snyltskål ingår i släktet Polydesmia och familjen Hyaloscyphaceae.  Arten är reproducerande i Sverige. Inga underarter finns listade i Catalogue of Life.